# Aleksandr Varlàmov
Aleksandr Iegórovitx Varlàmov (rus: Александр Егорович Варламов: Moscou, 27 de novembre de 1801 - Sant Petersburg, 27 d'octubre de 1848) fou un compositor rus.
Feu els estudis amb Bortnianski i fou director del cor de l'església de l'ambaixada russa dels Països Baixos. El 1823 s'establí a Moscou com a professor de música i de 1829 a 1831 fou mestre de cant de la capella de chantres de la cort, residint, finalment, a Sant Petersburg.
És conegut principalment pel gran nombre de romances, més de 200, que assoliren gran popularitat en el seu temps, a més, se li deu, un Mètode de Cant, el primer publicat en rus (Moscou, 1840).